# Joan Riba Guixà
Joan Riba Guixà   (Igualada i Barcelona, 19 de gener de 1900 - Caldes de Montbui i Barcelona, 20 d'abril de 1973) fou un remer català que va competir durant la dècada de 1920.
Membre del Reial Club Marítim de Barcelona, el 1924 va prendre part en els Jocs Olímpics de París, on disputà la prova del vuit amb timoner del programa de rem. En ella quedà eliminat en sèries. El 1921 es proclamà campió d'Espanya el 1923 i 1924 en la modalitat de vuit amb timoner. Posteriorment fou alcalde de Caldes de Montbui.